# Kommuna (buque de salvamento)
El Kommuna (en ruso Коммуна), Volkhov hasta 1922, es un buque de salvamento de submarinos de la Armada Rusa. Está activo formando parte de la Flota del Mar Negro. Su diseño es un catamarán de dos cascos y su construcción comenzó en noviembre de 1912 en los astilleros de la Factoría Putílov de San Petersburgo. Fue botado el 17 de noviembre de 1913 bajo el nombre de Volkhov y entró en servicio el 14 de junio de 1915. El buque fue renombrado el 31 de diciembre de 1922 tras el fin de la Guerra Civil Rusa y el triunfo bolchevique. El Kommuna ha servido en la Armada Imperial Rusa, en la Armada Soviética y en la Armada de la Federación Rusa; tomando parte en la Revolución de 1917, la Guerra Civil rusa, en las dos guerras mundiales y en la invasión rusa de Ucrania de 2022. Es el buque en activo más antiguo de las marinas de todo el mundo (al margen de los buques USS Constitution y HMS Victory, de carácter histórico y utilizados con fines ceremoniales y de exhibición).

## Historia
El Kommuna fue el primer buque catamarán botado en Rusia y su desarrollo fue ordenado por el Estado Mayor Naval. La factoría Putílov ganó el contrato para su construcción, haciéndose oficial la firma del mismo el 5 de mayo de 1912. Se comenzó a construir el 12 de noviembre de 1912 bajo la supervisión del ingeniero naval N.V. Lesnikova. La botadura se realizó el 17 de noviembre de 1913, bajo el nombre de Volkhov, integrándose dentro de la Flota del Báltico el 15 de julio de 1915
La base inicial del Volkhov se estableció en Reval, desde la cual operó como buque nodriza de submarinos con capacidad para transportar 10 torpedos y 50 toneladas de gasóleo, así como acomodo para 60 submarinistas. Aprovisionó a submarinos rusos así como a submarinos británicos clase E y C. El primer rescate con éxito de un submarino se produjo en el verano de 1917, cuando izó al submarino AG 15 de la Clase AG (Amerikanskji Golland) que se había hundido frente a las costas de las Islas Åland a una profundidad de 27 m. El 24 de septiembre de 1917 el Volkhov reflotó al Edinorog, submarino de la Clase Bars desde una profundidad de 13,5 m.
Desde finales de 1917 el Volkhov participó en la Guerra Civil Rusa abasteciendo a los submarinos soviéticos de la Flota Báltica. El 31 de diciembre de 1922 (pocos días después de la fundación de la URSS), el buque fue renombrado como Kommuna. Bajo este nuevo nombre siguió prestando servicio en la Flota Báltica como buque de salvamento y aprovisionamiento de submarinos. Extinguió un incendio a bordo del submarino Zmeya, reflotó a la barcaza Kobchik y al buque Krasnoarmeyets. A mediados de 1928 el Kommuna izó al submarino británico HMS L55, que se había hundido en el golfo de Finlandia en junio de 1919 a una profundidad de 62 metros cuando participaba dentro de la intervención aliada en la Guerra Civil Rusa. El submarino británico sirvió después como prototipo para los diseños soviéticos de los submarinos clase Leninets. El Kommuna continuó operando como buque de salvamento, reflotando un remolcador, un torpedero y una aeronave accidentada.
Tras la ofensiva alemana de junio de 1941 y la entrada de la Unión Soviética en la Segunda Guerra Mundial, el Kommuna fue trasladado a Leningrado desde donde operó a pesar de ser dañado en un ataque aéreo. En marzo de 1942 recuperó cuatro tanques KV, dos tractores y 31 vehículos del lago Ladoga, a cuyo fondo habían ido a parar tras romperse el hielo cuando circulaban por la ruta conocida como "Camino de la Vida", única vía de suministros que evadía el asedio de Leningrado. Ese mismo año reparó además seis submarinos de la clase M, participó en las tareas de rescate del submarino Shchuka, el remolcador Austra y otros navíos secundarios. En febrero de 1943 la tripulación del Kommuna fue enviada al río Volga, donde colaboró en la recuperación de un remolcador y un avión Ilyushin Il-2. En 1944 el Kommuna recuperó 14 buques hundidos, que sumaban 11.767 toneladas, y reparó otros 34 buques. Tras el fin del cerco de Leningrado, la totalidad de la tripulación fue condecorada con la Medalla por la Defensa de Leningrado. El buque continuó activo tras el fin de la guerra y en 1954 entró en carena para revisión y sustitución de los antiguos motores por otros más modernos de origen neerlandés. En noviembre de 1956 localizó al submarino M-200 y en octubre de 1957 recuperó al submarino M-256, que se había incendiado y hundido en el golfo de Finlandia.
En 1967 el Kommuna abandonó el Báltico para formar parte de la Flota del Mar Negro. El buque fue reformado para llevar sumergibles por un coste de 11 millones de rublos. En 1974 fue equipado con el sumergible AS-6 Poisk-2, el cual consiguió un récord de profundidad el 15 de diciembre de 1974 al alcanzar los 2 026 m. En 1977 fue empleado para la localización de un avión Sukhoi Su-24 que se estrelló en el mar frente a las costas del Cáucaso y quedó hundido a 1 700 m de profundidad.
En 1984 el barco fue preparado para ser transferido a la Academia Rusa de las Ciencias como buque científico, pero los planes fueron cancelados y el buque tuvo que ser acondicionado totalmente de nuevo para las operaciones de salvamento antes de volver a entrar en servicio. En 1999 fue reclasificado de "buque de salvamento" a "buque de rescate".
En octubre de 2009 el Kommuna recibió como parte de su equipamiento al sumergible de rescate Pantera Plus, fabricado en el Reino Unido y capaz de operar a más de 1 000 m de profundidad. A fecha enero de 2012, el Kommuna formaba parte del destacamento de buques de rescate con base en el puerto de Sebastopol.
En abril de 2022 el Kommuna participó en la recuperación de los restos del  crucero lanzamisiles Moskvá hundido el 13 de abril en el contexto de la invasión rusa de Ucrania.
El 21 de abril de 2024, en el marco de la antedicha invasión rusa de Ucrania, fue atacado mientras se encontraba atracado en el puerto de Sebastopol. Imágenes publicadas con posterioridad indicaron que el buque no sufrió daños aparentes.